# Croix de cimetière de Laubressel
La croix de cimetière de Laubressel est une croix située à Laubressel, en France.

## Localisation
La croix est située sur la commune de Laubressel, dans le département français de l'Aube.

## Historique
L'édifice est classé au titre des monuments historiques en 1942.